# Бинагадинское кировое озеро
Бинагадинское кировое озеро (Асфальтовое озеро у Бинагады; азерб. Binəqədi Qır gölü) — залежь естественных битумов, кировое месторождение, бывшее битумное озеро, расположенное в 7 км северо-западнее Баку и 0,5 км юго-восточнее посёлка Бинагади (Бинагады), на территории Бинагадинского района города Баку, в Азербайджане. Знаменито крупным захоронением образцов фауны и флоры четвертичного периода. Находки, обнаруженные в Бинагадинском захоронении флоры и фауны выставлены в Музее естественной истории имени Г. Зардаби Института геологии Национальной академии наук Азербайджана.
30 сентября 1998 года захоронения образцов ископаемой фауны и флоры кирового озера у Бинагади были включены в список кандидатов от Азербайджана на включение в список Всемирного наследия ЮНЕСКО.

## Образование захоронения
Около 190 тысяч лет назад, во время позднего плейстоцена, большая часть территории современного посёлка Бинагади представляла собой битумное озеро, которое стало местом гибели птиц и других животных, среди которых есть и 20 вымерших видов.
Углеводороды, содержащиеся в сланцевых отложениях, поднимались из глубин от 900 до 1500 метров на поверхность, образуя битумные озёра, известные в народе как смоляные ямы, которые словно завесы нефти образуют болота и пруды. В годы активности, вероятно, в течение тысяч лет, вязкий Бинагадинский битум распространился на поверхности от 0,6 до 0,68 км², образуя берега доисторического озера. Озеро и блеск битума привлекали различных животных, в основном птиц, находившихся в поисках воды. Увязшие в битуме животные становились уязвимыми для хищников, погибали от отравления и голода.
Подобное захоронение существует и на территории Лос-Анджелеса (штат Калифорния), называется «Ла-Брея» (англ. La Brea Tar Pits) и используется в настоящее время как музей под открытым небом и объект научного исследования. Оно намного моложе Бинагадинского, его возраст составляет не более 60 тысяч лет.

## Исследования

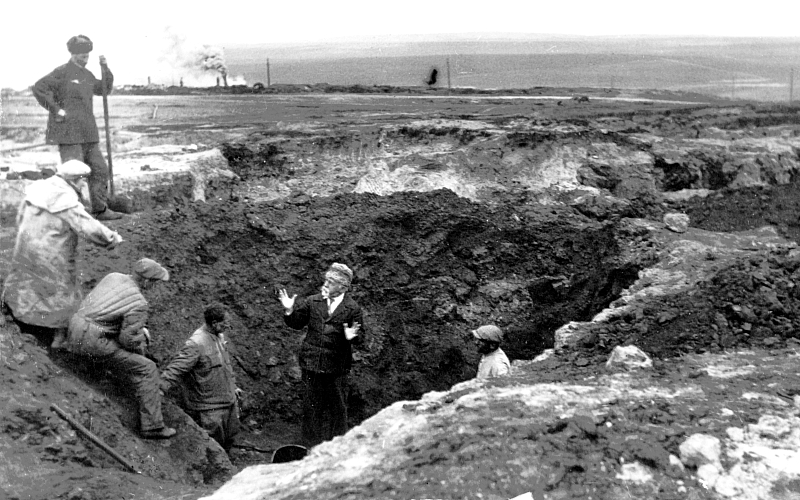
Профессор В. В. Богачёв (в яме) руководит палеонтологическими раскопками Асфальтового озера у Бинагады, 1938

В первой половине XX века местный житель, добывая кир для ремонта крыши своего дома, случайно обнаружил гигантские кости неведомого зверя и сообщил об этом местным властям. В ходе проведённых раскопок были найдены остатки доисторических животных. Но вскоре эта история была забыта.
В 1930-х годах палеонтологические раскопки на этом участке и научные исследования начал проводить профессор В. В. Богачёв.
В 1938 году студент 3-го курса Азербайджанского индустриального института А. С. Мастанзаде, руководил добычей асфальта в кировых отложениях этого района и обнаружил кость, которую показал профессору В. В. Богачёву. Позже здесь были обнаружены уникальные остатки позвоночных и беспозвоночных животных, включая скелет носорога, а также растительные остатки.
В 1950-е годы работы продолжил Р. Д. Джафаров. В результате обработки обширного палеонтологического материала Р. Д. Джафаровым в 1960 году был выделен новый вид носорога (Rhinoceros binagadensis). Следует также отметить заслуги Н. И. Бурчака-Абрамовича в восстановлении скелетов млекопитающих и птиц, найденных в Бинагадинском кировом озере. Найденный материал создал предпосылки для научной реконструкции картины животного и растительного мира Апшеронского полуострова постплейстоценного периода.

## Фауна и флора

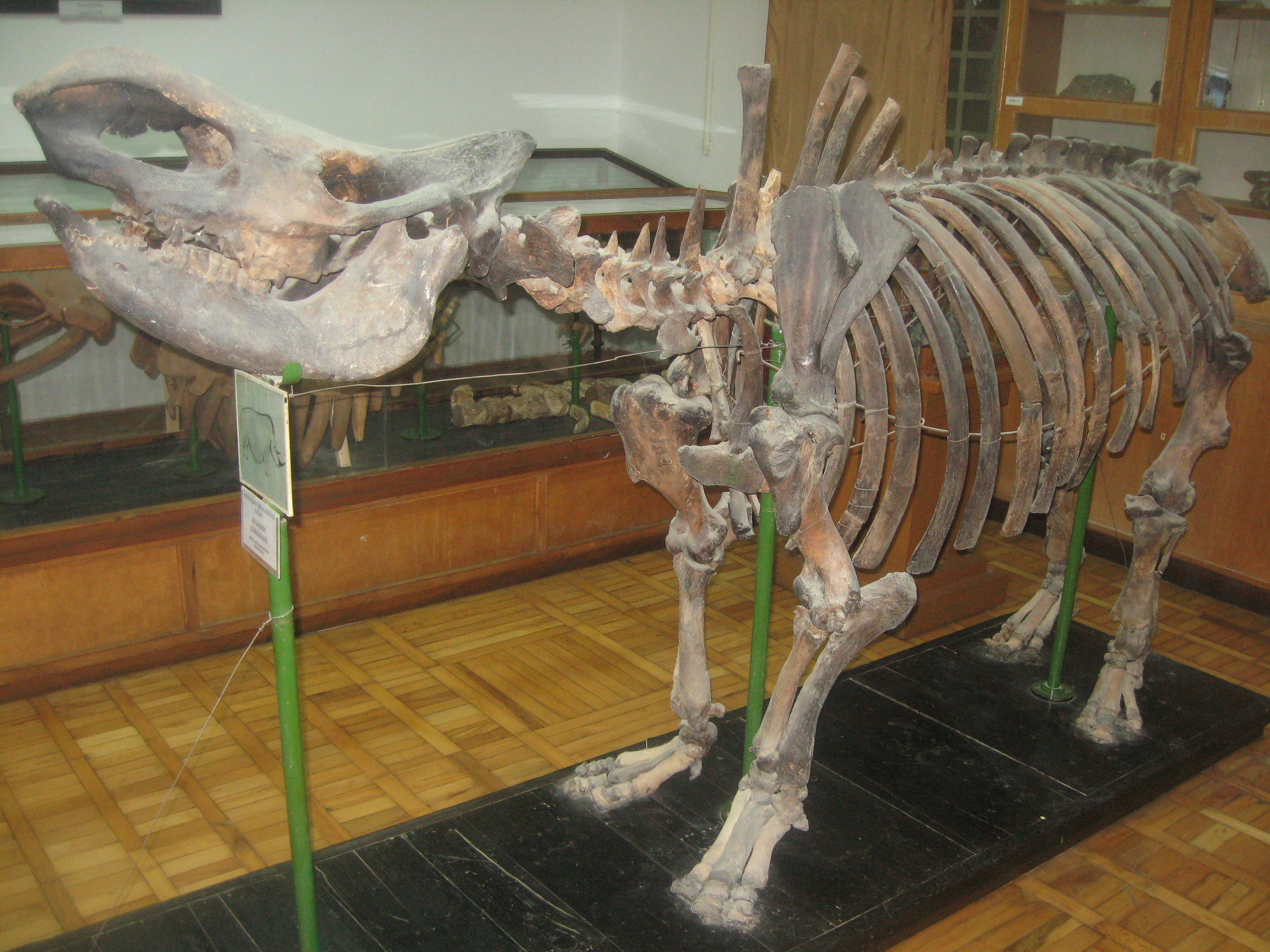
Бинагадинский носорог

Из четвертичной фауны Бинагади выделяют 41 вид млекопитающих, 110 видов птиц, 2 пресмыкающихся, 1 земноводных, 107 насекомых, 1 вид моллюска, и 22 остатков растений. 20 из обнаруженных видов — вымершие животные. Среди них научный интерес представляют: почти целые скелеты ископаемых лошадей, благородного оленя (бинагадинский подвид — Cervus elaphus binagadensis Alekp.), джейранов и сайги, ныне не встречающихся на территории Азербайджана. Из хищных млекопитающих можно выделить найденные остатки плейстоценового волка (Canis lupus apscheronicus R. Ver), пещерной гиены (Crocuta crocuta spelaea Goldfuss), бинагадинского первобытного быка (Bos mastanzadei Bur), медведя (Ursus arctos binagadensis R. Ver) и других видов животных, а из птиц — скелеты кряквы, гусей, лебедей (Cygnus olor Bergmanni Srebr), пеликанов (Pelecanus crispus paleo-crispus Serebr), беркутов, коршунов, филинов (Bubo bubo L.), ворона (Corvus corax L.), ястребов и др. Детальное изучение костных остатков позволило воссоздать облик четвертичных животных, а также выявить те изменения, которые претерпели сохранившиеся до нашего времени виды в процессе эволюционного развития.
Бинагадинский носорог (Rhinoceros binagadensis или Dicerorhinus binagadensis) в Музее естественной истории имени Г. Зардаби в Баку.
Проф. Н. Бурчак-Абрамович опубликовал 27 научных трудов о птицах и млекопитающих Бинагады. В 1988 году его коллекция ископаемых птиц из Бинагады насчитывала около 20 000 костей.
Среди растительных остатков можно выделить куски древесины, стебли, побеги, плоды, корни, корневища и т. д. Результаты изучения этого растительного покрова свидетельствуют о том, что климат Апшерона в эпоху образования Бинагадинского озера был более влажным и холодным, чем в настоящее время.

### Памятник природы и музейные экспонаты
В 1982 году решением Совета Министров Азербайджанской ССР Бинагадинский природный памятник фауны и флоры четвертичного периода был объявлен Государственным природным памятником

### Музейные экспонаты
Окаменелости из Бинагадинского кирового озера (180—70 тысяч лет назад). Музей истории Азербайджана, Баку:

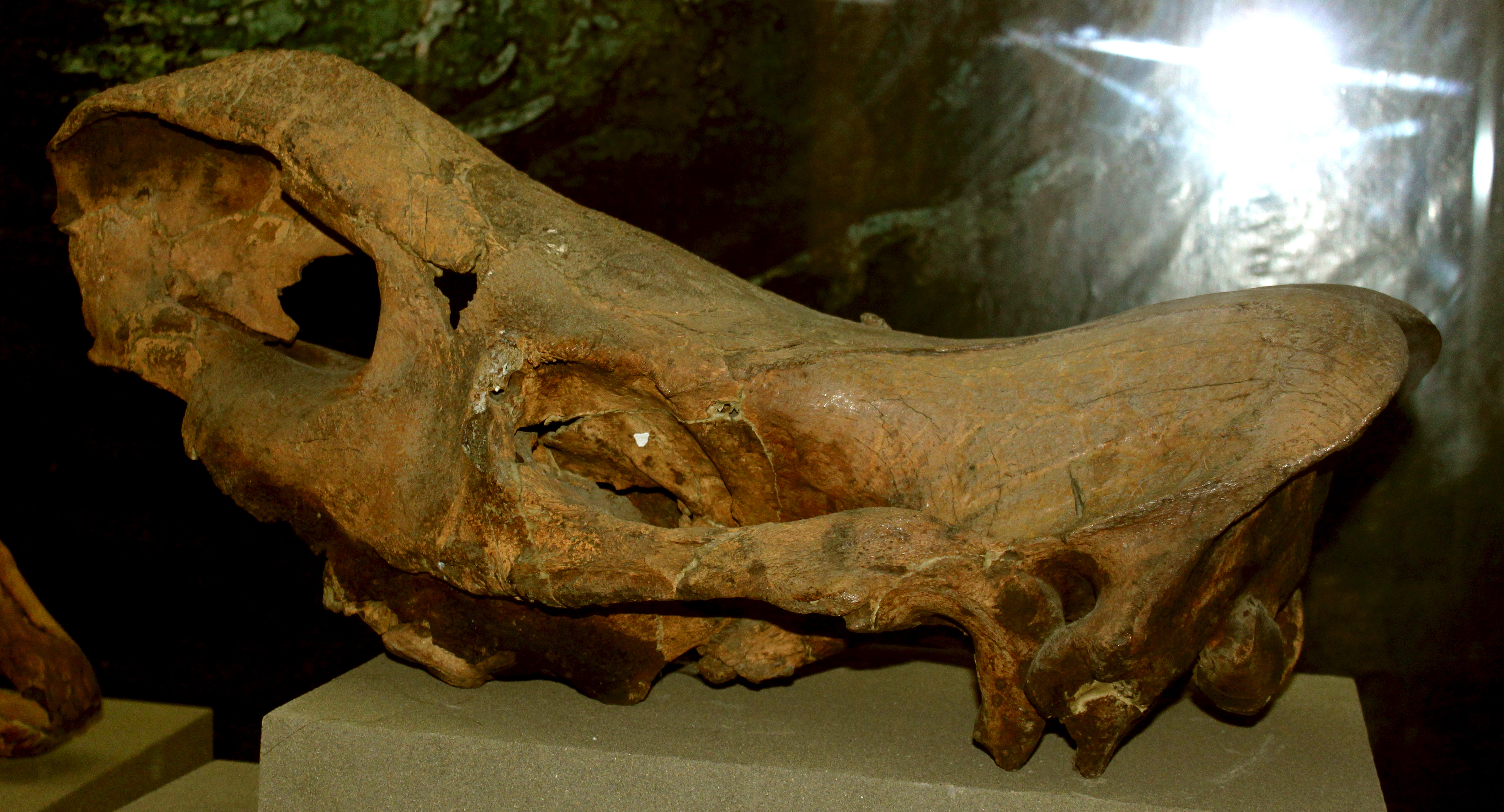
Череп носорога
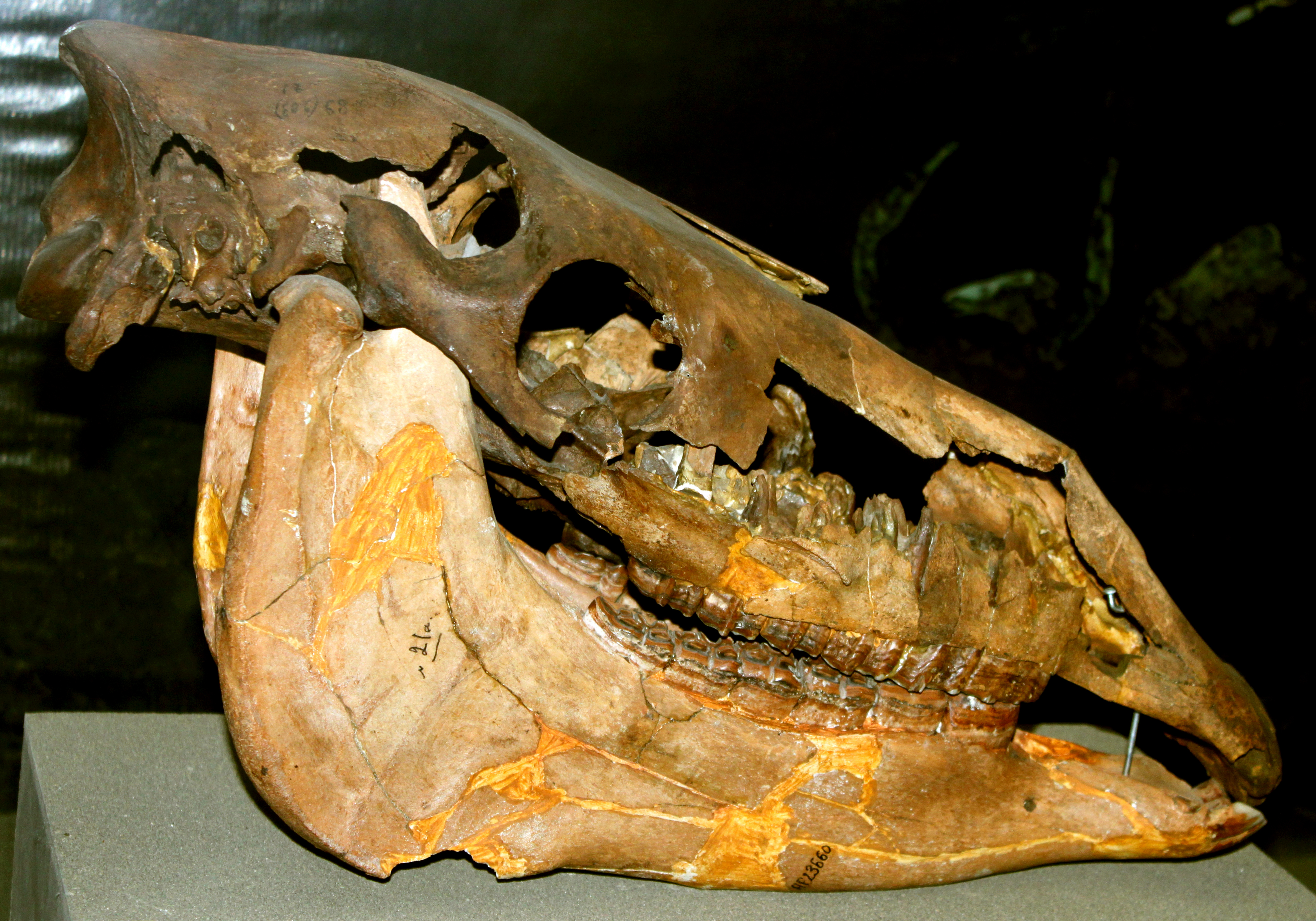
Череп лошади

## примечания
1. 1 2 3  N. K. Vereshchagin. The mammals of the Caucasus: a History of the Evolution of the Fauna. — Israel Program for Scientific Translations, 1967. — 816 с.
2. 1 2 3 4 5  Четвертичная фауна Бинагади. Официальный сайт Института геологии Национальной академии наук Азербайджана. Архивировано 1 ноября 2012 года.
3. ↑  Бинагады // Энциклопедический словарь Брокгауза и Ефрона : в 86 т. (82 т. и 4 доп.). — СПб., 1890—1907.
4. 1 2 3 4  Huseynov S., Harris J. M. Azerbaijan's fossil cemetery: ice-age animals fell victim to an Asian version of California's La Brea Tar Pits // Natural History (журнал). — 2010. — С. 16—21.
5. 1 2 3 4  АзерТАдж. «Бинагадинский природный памятник фауны и флоры четвертичного периода» — одна из самых богатых и редких находок в мире. — 13 июля 2012.
6. ↑  
  - Богачёв В. В. Остатки носорога в слоях бакинского яруса // Азербайджанское нефтяное хозяйство. 1925. № 12. С. 88-89.
  - Богачёв В. В. Картины первобытной природы Апшерона (Бинагады). 1940. 114 с.
  - Богачёв В. В. Новые находки четвертичной фауны на Апшероне // Природа. 1944. № 2. С. 68-71.
7. 1 2 3  Научные исследования музея. Официальный сайт Института геологии Национальной академии наук Азербайджана. Архивировано 1 ноября 2012 года.
8. ↑  Р. Д. Джафаров. Бинагадинская ископаемая позвоночная фауна. — Известия. Серия наук о земле: Издательство Академии Наук Азербайджанской ССР, 1966. — № 1. — С. 54.
9. ↑  Binagadi deposit of the Quaternary fauna. www.gia.az. Дата обращения: 12 января 2020. Архивировано 4 марта 2016 года.
10. ↑  Р. Д. Джафаров. Бинагадинский носорог. — Издательство Академии Наук Азербайджанской ССР, 1960. — Т. 12. — 99 с.
11. ↑  Dicerorhinus binagadensis (Dzhafarov, 1955). www.rhinoresourcecenter.com. Дата обращения: 12 января 2020. Архивировано 18 апреля 2016 года.
12. ↑  Boev, Z. 2010. Prof. Nikolay Burchak-Abramovich’s private collection of Late Pleistocene birds from Binagada (Azerbaijan) — a lost treasure of avian paleontology: general review of the exploration of the site and its scientific value. — Proc. 5th Int. Meet. Europ. Bird Curators. — Nat. Hist. Mus. Vienna, Vienna, January 2010: 169—198.
13. ↑  Постановлению Совета министров Азербайджанской ССР № 167 от 16 марта 1982 года;